# Who’s Who in Economics
«Who's Who in Economics» (рус. Кто есть кто в экономической науке) — справочник британского историка экономической науки Марка Блауга, первое издание которого вышло в 1983 году на английском языке, а последние четвёртое издание выпущено в 2003 году.

## Информация о книге
Это биографический словарь из ведущих игроков в сфере экономической науки, обширный и авторитетный путеводитель по наиболее часто цитируемым ученым-экономистам во всем мире. Каждая статья написана самими экономистами и дает соответствующие биографические сведения, основные области интересов, основные публикации и основной вклад в экономику, написанный самими экономистами, как они сами это видят.
Первое издание было опубликовано в 1983 году, куда вошли биографические и библиографические подробности около 700 живущих и 400 умерших экономистов на тот момент. Авторы приняли решение включить в список экономистов, чьи работы были опубликованы в 200 рецензируемых журналах по экономике и имели высокий индекс цитирования социальных наук в 1970-1980 годах. Создатели списка осознавали, что многие, безусловно, значимые экономисты оказались вне данного справочника.
Второе издание было выпущено под редакцией М. Блауга в 1986 году, куда вошли авторы статей за 1972-1983 года в количестве 900 живущих и 400 умерших экономистов.
Третье издание вышло в 1999 году, куда вошли авторы статей за 1984-1996 года в количестве 1100 живущих экономистов и 550 умерших.
Четвертое издание включило в себя 743 живущих экономистов на 31 декабря 2001 года, чьи статьи были опубликованы в 1990-2000 годах и были наиболее часто упоминаемы на основе SSCI, отсекая рангом 1168 (425 экономиста из общего числа не приняли участие в данном проекте), и актуальны были по базе EconLit, куда входили более 600 экономических журналов, монографий, диссертаций и докладов по экономике.

## Исследования
Данная работа стала одним из источником для ряда научных исследований, в которых анализировались собранные статистические данные по учёным-экономистам, в частности анализировалось доминирование американского научного сообщества в мировой экономической мысли, уровень наград в экономической науке, уровень образования экономистов.

## Издания
- Blaug M., Sturges P. Who's Who in Economics: a Biographical Dictionary of Major Economists 1700–1981. — Cambridge, Mass.: The MIT Press, 1983. — P. 435. — ISBN 9780710801258.
- Blaug M. Who's Who in Economics: a Biographical Dictionary of Major Economists 1700–1986, 2nd edition. — Brighton:Harvester Press, 1986. — P. 935. — ISBN 9780262022569.
- Blaug M. Who’s Who in Economics, Third Edition. —  Edward Elgar Publishing, 1999. — P. 1264. — ISBN 978 1 85898 886 3.
- Blaug M., Vane H. R. Who’s Who in Economics, Fourth Edition. —  Edward Elgar Publishing, 2003. — P. 1000. — ISBN 978-1-84064-992-5.. Архивная копия от 20 января 2022 на Wayback Machine